# Distephanus malacophytus
Distephanus malacophytus là một loài thực vật có hoa trong họ Cúc. Loài này được (Baker) H.Rob. & B.Kahn mô tả khoa học đầu tiên năm 1986.